# 桐林乡
桐林乡，是中华人民共和国江西省吉安市峡江县下辖的一个乡镇级行政单位。

## 行政区划
桐林乡下辖以下地区：
桐林村、庙口村、张家村、长田村和流源村。